# Leila Ben Ali
Leila Ben Ali (Túnez, 20 de julio de 1957), de soltera Leila Trabelsi, fue la primera dama de Túnez por ser la esposa del presidente Zine El Abidine Ben Ali entre 1992 y 2011. 

## Biografía
Hija de un peluquero en Túnez, y dedicada ella misma a dicho oficio, careció de educación formal en su adolescencia, pero se casó con su primer esposo (un importante concesionario de autos en Túnez) en el año 1974, a los 18 años, haciendo desde entonces importantes contactos con la élite empresarial de Tunisia vinculada a su cónyuge y divorciándose en 1977. Poco después inició una relación amorosa con Farid Mokhtar, político y cuñado del influyente ministro Mohamed Mzali, contactándose así con importantes políticos locales. 
Tras la muerte de Mokhtar, Leila Trabelsi se dedicó a negocios de importación aprovechando sus contactos con políticos y funcionarios influyentes. Al ser denunciada por contrabando a mediados de la década de 1980, conoció a Zine El Abidine Ben Ali, entonces director general de la Policía de Seguridad de Tunisia, con quien inicia un romance, teniendo una hija con Ben Ali en 1986.
Tras el golpe de Estado de 1987, Ben Ali se divorcia de su primera esposa al año siguiente, gracias a lo cual Trabelsi se casa con el nuevo presidente en 1992. Si bien la prensa oficial de Túnez alegaba que Leila Ben Ali había tenido estudios secundarios y era graduada universitaria en letras, opositores al régimen afirmaban que ella recién había culminado estudios secundarios por correspondencia en el año 2000. 
Es la actual presidenta de la Organización de Mujeres Árabes.

## Corrupción
Leila y su familia de diez hermanos han sido percibidos como corruptos por la población tunecina, acusados de adueñarse, ilegalmente, de fondos públicos mediante sus influencias, y utilizar luego dichos fondos en negocios privados. El libro La regente de Carthage (La regenta de Cartago) describe casos de corrupción protagonizados por ella y sus familiares directos, aprovechando su poder e influencia en la política para acaparar fondos estatales para fines personales, comprar con estos diversas empresas (desde servicios de telefonía hasta industrias de pesca) y enriquecerse mediante estas empresas, acusadas de financiarse con dinero del presupuesto nacional. De acuerdo con Le Monde Diplomatique, Leila Ben Ali simboliza la "codicia enorme" de la familia presidencial por la insistencia de Trabelsi en convocar a sus hermanos y primos para participar en toda clase de negocios, evadiendo las leyes tunecinas y apoyándose en la influencia de Leila Trabelsi. Un cable estadounidense filtrado por WikiLeaks describe cómo el embajador estadounidense Robert F. Godec reportaba a su gobierno haber escuchado a menudo el modo feroz en que se criticaban la falta de instrucción formal de Leila Ben Alí, su bajo nivel social, y su elevado nivel de codicia y despilfarro. 
Durante las protestas entre diciembre de 2010 y enero de 2011 en Túnez, los manifestantes atacaron bienes que creían propiedad de la familia de Leila Ben Alí. El diario Le Monde ha publicado revelaciones de que Leila Trabelsi sacó 1,500 kilogramos de oro en barras del Banco Central de Túnez (casi el 20% de las reservas nacionales) poco antes de huir del país, aunque las autoridades tunecinas lo negaron.